# Atletika na Letních olympijských hrách 1972 – 200 metrů ženy
 Běh na 200 metrů žen na Letních olympijských hrách 1972 se uskutečnil ve dnech 4. a 7. září  na Olympijském stadionu v Mnichově. 

## Výsledky finálového běhu
| *                | jméno                | země                           | čas   |
| ---------------- | -------------------- | ------------------------------ | ----- |
| Zlatá medaile    | Renate Stecherová    | Německá demokratická republika | 22,40 |
| Stříbrná medaile | Raelene Boyleová     | Austrálie                      | 22,45 |
| Bronzová medaile | Irena Szewińská      | Polsko                         | 22,74 |
| 4                | Ellen Strophalová    | Německá demokratická republika | 22,75 |
| 5                | Christina Heinichová | Německá demokratická republika | 22,89 |
| 6                | Annegret Kronigerová | Západní Německo                | 22,89 |
| 7                | Alice Anumová        | Ghana                          | 22,99 |
| 8                | Rosie Allwoodová     | Jamajka                        | 23,11 |